# Коржеуць (Молдова)
Коржеуць (рум. Corjeuţi) — село в Молдові в Бричанському районі. Утворює окрему комуну.
Згідно з переписом населення 2004 року кількість українців - 66 осіб (0,9%).